# Platoon
Platoon (conocida como Pelotón en Latinoamérica) es una película bélica estadounidense de 1986 dirigida por Oliver Stone y protagonizada por Willem Dafoe, Charlie Sheen y Tom Berenger. Es la primera de la trilogía de películas que Oliver Stone dirigió sobre la guerra de Vietnam, siendo las otras dos Nacido el 4 de julio (1989) y El cielo y la tierra (1993).

## Argumento
Durante la guerra de Vietnam, en septiembre de 1967, Chris Taylor, un soldado de buena familia recién llegado a Vietnam, quien había decidido alistarse como voluntario en el ejército, es destinado a la Compañía Bravo, perteneciente a la vigésimo quinta división de infantería, ubicada en algún lugar cercano a la frontera con Camboya.
La cinta muestra en los primeros compases cómo la inexperiencia de Taylor, unida a la adversidad del terreno y las duras condiciones climatológicas, le hacen sufrir más de la cuenta en sus primeras misiones como soldado novato. Poco después, se ve una primera reunión secreta de varios mandos de la compañía, el inexperto Teniente Wolfe, y los sargentos Bob Barnes, "Red" O'Neill, Warren y Elias Grodin. Barnes se aprovecha de su veteranía para imponer al resto sus órdenes. Esta reunión permite comprobar la mala relación existente entre Barnes y Elias, quien cuestiona las decisiones del primero, así como el servilismo de O’Neill hacia Barnes y el menosprecio que sufre el Teniente Wolfe por parte de todos.
Tras una dura jornada, el pelotón de Taylor acampa en la selva. Este se despierta en medio de la noche y observa cómo su relevo en labores de vigilancia, Junior, está dormido. Poco después unos soldados vietnamitas descubren la patrulla estadounidense, desatándose un enfrentamiento en el que muere el soldado novato Gardner, y es gravemente herido el soldado Tex. Junior culpa a Taylor de quedarse dormido en su turno, lo que le hace quedar como un completo incompetente. No obstante, el sargento Barnes, quien aparentemente desconfía de Junior, abronca a todos los miembros de la patrulla.
Después de pasar una temporada en el hospital, Taylor vuelve a su unidad, trabando amistad con el veterano King, un sensato y realista soldado que le ayudará a comprender la irracionalidad de la guerra. King está más ligado a un grupo formado, entre otros, por Elias, "Big" Harold, Rhah, el soldado intérprete Lerner, Manny, Francis y Crawford, quienes pasan su tiempo libre tomando drogas y tocando la guitarra. Por otro lado, se encuentra el resto del pelotón, O'Neill, Junior y Bunny. Este grupo, liderado por Barnes, prefiere pasar el tiempo libre tomando cervezas y jugando a las cartas.
El 1 de enero de 1968, dos miembros del pelotón, Sandy y Sal, mueren al explotarles una bomba trampa. Con el alboroto producido, el soldado Manny desaparece, aunque poco después lo encuentran muerto, atado a un poste. Estos incidentes hacen que el odio crezca en varios en los miembros del grupo. Los soldados llegan a una aldea, donde entre otros muchos desmanes se ve a Taylor amenazar con su arma a un joven e indefenso lisiado, quien inmediatamente después es salvajemente asesinado a golpes por Bunny. Por otro lado, Barnes, tratando de conseguir información del líder de la aldea, asesina a la mujer de este de un tiro a quemarropa, y totalmente enloquecido amenaza con ejecutar a una niña, presumiblemente hija del aldeano. Justo en ese momento, Elias, escandalizado por los métodos de Barnes, se enfrenta a él en una pelea. El teniente Wolfe pone fin a la pugna separándoles y tratando de pasar página, pero Elias advierte a Barnes y Wolfe que denunciará los hechos.
Una vez en la base, Elias cumple su amenaza e informa al Capitán Harris del incidente en la aldea. El capitán amenaza a Barnes con un consejo de guerra, pero este trata de defenderse acusando a Elias de mentir. Este hecho empeora la ya mala relación entre los dos sargentos. En la siguiente misión, el pelotón cae en una emboscada enemiga. El soldado Flash muere y Warren y Lerner son seriamente heridos. Fruto del caos del combate, Wolfe se equivoca al dar las coordenadas del enemigo por radio. En consecuencia la artillería bombardea la posición del grupo en lugar de a sus enemigos. Como resultado, Fu Sheng, Morehouse y Tubbs mueren y Ace es herido. Elias solicita tres hombres a Wolfe para tratar de interceptar al enemigo; Barnes, marginando a Wolfe y el plan del sargento Elias, accede a su petición. Taylor, Rhah y Crawford acompañan a Elias mientras que Barnes se hace con el control del pelotón, ordenando el repliegue. Barnes acude en busca del grupo que acompaña a Elias, y al encontrarlos ordena a Taylor y Rhah llevarse a Crawford, quien ha sido herido en la espalda. Ya sin testigos, se topa con Elias, disparándole a traición. Cuando vuelve se cruza con Taylor, quien le pregunta por Elias, a lo que Barnes le comunica que el sargento ha muerto. Una vez subidos a un helicóptero, Taylor ve a Elias, malherido, siendo perseguido por un grupo de soldados vietnamitas que logran abatirlo. De esta forma Taylor comprende que el sargento Barnes dejó abandonado a Elias a su suerte.
En la base, un indignado Taylor trata de convencer a algunos soldados de vengar la muerte de Elias. Algunos como King están de acuerdo, pero otros como Doc o Rhah son escépticos ya que no tienen pruebas de la culpabilidad de Barnes. Mientras discuten, el mismo Barnes hace acto de presencia. Admite haberlo matado por no haber seguido sus órdenes y amenaza al grupo. Taylor se enzarza en una pelea con el, pero es herido en la cara por Barnes.
Días después, el mermado pelotón es enviado a un área en el que se espera un ataque enemigo. En los albores de la batalla, Rhah, desesperado por la falta de personal, es ascendido a sargento. King es gratamente sorprendido al serle comunicado que puede irse ya que está a punto de licenciarse. Algunos soldados, conscientes de lo que se les viene encima, intentan escabullirse en vano. Una terrible batalla tiene lugar. Francis y Taylor, compañeros de trinchera, son atacados por decenas de soldados vietnamitas. Su posición es salvajemente asaltada y un búnker es destruido por un suicida vietnamita. En el caos de la contienda las bajas se suceden: Wolfe, Doc, Bunny y Junior mueren. El sargento O'Neil consigue sobrevivir ocultándose tras un cadáver. El capitán Harris, desesperado, ordena bombardear el área. En la vorágine de destrucción, Barnes y Taylor se topan cara a cara. Justo antes de que el sargento intente matar a Taylor, una enorme explosión de napalm los deja inconscientes. 
Pasadas unas horas, Taylor se recupera, viendo cómo la desolación se ha apoderado del campo de batalla. Cientos de cadáveres se amontonan a su alrededor, y todavía aturdido descubre a Barnes arrastrándose malherido. Le dispara a bocajarro con un fusil AK-47 (el arma básica de infantería utilizada por el enemigo, Vietnam del Norte), desquitándose por la muerte de Elias. Francis, quien durante la batalla quiso huir, se autolesiona con una bayoneta para de esta forma ser evacuado entre los heridos. Ante su incredulidad, se le comunica al sargento O'Neil que pasa a hacerse cargo de lo que queda de la patrulla. 
Finalmente, Taylor y el resto de los heridos son evacuados. Francis le anuncia que ya es la segunda ocasión que ambos han sido heridos en combate serán enviados a casa. Mientras son transportados en helicóptero, Taylor contempla con desolación la destrucción de la guerra y razona que el verdadero enemigo contra el cual peleaban estaba dentro de ellos y como a pesar de haber dejado atrás la guerra esta nunca lo abandonaría, pero como superviviente era su obligación vivir con ello.

## Reparto
| Actor            | Personaje            |
| ---------------- | -------------------- |
| Willem Dafoe     | Sargento Elias       |
| Charlie Sheen    | Soldado Chris Taylor |
| Tom Berenger     | Sargento Bob Barnes  |
| John C. McGinley | Sargento Red O'Neill |
| Forest Whitaker  | "Big" Harold         |
| Francesco Quinn  | Rhah Vermucci        |
| Richard Edson    | Sal                  |
| Kevin Dillon     | Bunny                |
| Reggie Johnson   | Junior               |
| Keith David      | King                 |
| Johnny Depp      | Soldado Gator Lerner |
| David Neidorf    | Tex                  |
| Mark Moses       | Ten. Wolfe           |
| Chris Pedersen   | Crawford             |
| Corkey Ford      | Manny                |
| Corey Glover     | Francis              |
| Bob Orwig        | Gardner              |
| Tony Todd        | Warren               |

## Clasificación por edades
| País           | Calificación |
| -------------- | ------------ |
| Argentina      | 16           |
| Chile          | 18           |
| España         | 18 (MRM18)   |
| Estados Unidos | R            |
| Perú           | 18           |
| México         | B15          |
| Colombia       | 18           |

## Producción

### Desarrollo
Oliver Stone había participado en la guerra de Vietnam y tras su regreso a Estados Unidos comenzó a escribir el guion para Platoon para contrastar la visión que de ese conflicto daba la película Los boinas verdes (The Green Berets), dirigida por John Wayne y estrenada por primera vez en 1968. Eso llevó a que Oliver Stone quisiese por esa razón desmarcarse del heroísmo de las típicas películas de guerra y en vez de ello reflejar con realismo el punto de vista del soldado.
Escribió el guion en 1976 y diez años más tarde ese guion se convirtió en la película Platoon. No se hizo antes, porque el recuerdo de la guerra estaba todavía demasiado vivo en las mentes de los estadounidenses, lo que solo empezaría a cambiar más tarde.

### Preproducción
Al principio Charlie Sheen no fue elegido como protagonista, sino su hermano Emilio Estévez. Sin embargo un retraso en el rodaje causó que Estévez abandonara el proyecto. De esa manera el papel fue a parar a Sheen. También hay que destacar, que al principio Stone quiso a Mickey Rourke y Nick Nolte para Barnes y Elias respectivamente. Sin embargo ambos rechazaron participar en él y de esa manera ambos papeles fueron a parar a Tom Berenger y William Dafoe correspondientemente.
Una vez teniendo todo preparado para rodar la película en Filipinas, los actores, como parte de la preparación del rodaje, tuvieron que someterse a un entrenamiento durante 14 días teniendo que, además , dormir en la selva. Por ello una parte menor de los actores renunció a participar cuando se enteraron de ello. Para reponerlos, sin tener, además, ningún apoyo del Departamento de Defensa de los Estados Unidos para hacer la obra cinematográfica, se reclutó para ello a cualquier estudiante posible que iba a estudiar en Filipinas teniendo éxito al respecto.

### Rodaje
Una vez hecho lo anterior, la película se rodó en ese país en solo 54 días. Se filmaron escenas en Luzón, en Cavite, en Makiling y en la base aérea de Villamor en Manila. El rodaje se realizó entre marzo y mayo de 1986. Se hizo además cronológicamente.
Para hacer la película lo más realista posible Stone importó tierra parecida a la de Vietnam, la cual no se encontraba en Filipinas, para ponerla en el terreno durante el rodaje. Adicionalmente hay que destacar, que la muerte de Elias está inspirada en un acontecimiento real que ocurrió en Vietnam y que fue fotografiado en 1968 por el fotógrafo Art Greenspon. Al respecto hay que mencionar también, que al principio, durante el rodaje de esa muerte, se había planeado hacer estallar en el pecho de William Dafoe, su intérprete, una serie de "bolsas de sangre", aunque el plan falló. Aun así Oliver Stone decidió a pesar de todo no repetir la toma, porque quedó impresionado con la interpretación que hizo Dafoe.

### Banda sonora
La música usada en este film incluye "Adagio para cuerdas" de Samuel Barber, "White Rabbit" de Jefferson Airplane,  "Okie from Muskogee" de Merle Haggard y  "The Tracks of My Tears" de Smokey Robinson and The Miracles.

## Recepción
Platoon fue estrenada el 19 de diciembre de 1986 en Estados Unidos y en España el 27 de marzo de 1987. La película contó con una cálida acogida entre el público y fue aplaudida por la crítica. No solo fue galardonada con cuatro premios Óscar, sino que también supuso el espaldarazo definitivo a la carrera de Oliver Stone.

## Premios y nominaciones

### Óscar 1986
| Categoría              | Persona                                                             | Resultado |
| ---------------------- | ------------------------------------------------------------------- | --------- |
| Mejor película         | Arnold Kopelson                                                     | Ganadora  |
| Mejor director         | Oliver Stone                                                        | Ganador   |
| Mejor actor de reparto | Tom Berenger                                                        | Candidato |
| Mejor actor de reparto | Willem Dafoe                                                        | Candidato |
| Mejor guion original   | Oliver Stone                                                        | Candidato |
| Mejor fotografía       | Robert Richardson                                                   | Candidato |
| Mejor montaje          | Claire Simpson                                                      | Ganadora  |
| Mejor sonido           | John K. Wilkinson Richard Rogers Charles 'Bud' Grenzbach Simon Kaye | Ganadores |

### Globos de Oro
| Categoría                | Persona         | Resultado |
| ------------------------ | --------------- | --------- |
| Mejor director           | Oliver Stone    | Ganador   |
| Mejor guion              | Oliver Stone    | Candidato |
| Mejor película dramática | Arnold Kopelson | Ganador   |
| Mejor actor de reparto   | Tom Berenger    | Ganador   |

### Premios BAFTA 1987
| Categoría        | Persona           | Resultado |
| ---------------- | ----------------- | --------- |
| Mejor director   | Oliver Stone      | Ganador   |
| Mejor montaje    | Claire Simpson    | Ganador   |
| Mejor fotografía | Robert Richardson | Candidato |